# Orchis alpestre
Sous-espèce
Statut CITES
L'Orchis alpestre, Dactylorhiza majalis subsp. alpestris, est une espèce de plantes à fleurs de la famille des Orchidaceae.

## Description
1 à 25 cm de haut. Les fleurs sont de couleur fuchsia intense ; le labelle est peu ou pas découpé et étalé. Les feuilles au nombre de trois à quatre et deux bractéiformes sont ovales avec des tâches foncées sur la face supérieure.

## Biotopes
Pâturages alpestres entre 1 000 et 2 100 mètres d'altitude. Abords de sources ou torrents de montagne. Tourbières d'altitude.

## Synonymes
- Dactylorhiza majalis subsp. majalis
- Dactylorchis majalis f. alpestroides Verm.

## Systématique
Ce taxon porte en français les noms vernaculaires ou normalisés suivants : Dactylorhize alpestre,, Orchis alpestre,, Orchis du Dauphiné.
Pour certains auteurs (dont Flora gallica) il s'agit d'un morphe d'altitude de Dactylorhiza majalis subsp. majalis et par conséquent ce taxon ne serait pas valide.